# Emil Kostadinov
Emil Kostadinov (en búlgar: Емил Костадинов) (nascut el 12 d'agost de 1967 a Sofia) és un futbolista búlgar, ja retirat, que jugava de davanter. Va ser nomenat jugador búlgar més destacat de 1993.

## Trajectòria
Kostadinov va començar la seua carrera a les files del CSKA Sofia, on va formar un destacat trio de grans jugadors amb Hristo Stoítxkov i Liuboslav Pènev a les darreries de la dècada del 1980. Amb el CSKA va guanyar tres lligues i tres copes, i va arribar a les semifinals de la Recopa.
El 1990 fitxa pel FC Porto, on s'està durant quatre campanyes, tot guanyant la lliga portuguesa en dues ocasions. Posteriorment passa pel Deportivo de La Corunya (sense massa fortuna), Bayern de Múnic (equip amb el qual assoleix la Copa de la UEFA del 96), Fenerbahce SK i UANL Tigres, on marca 7 gols en 15 partits. Després del seu pas per la lliga mexicana, el rendiment de Kostadinov decau i ja no disputarà massa minuts ni al CSKA Sofia ni al 1. FSV Mainz 05, el seu darrer club, el 1999.

## Selecció
Kostadinov va disputar un total de 70 partits amb la selecció de futbol de Bulgària, entre 1988 i 1998. Va marcar fins a 26 gols.
Va ser clau en la classificació del seu país per al Mundial dels Estats Units 1994, quan va fer els dos gols en el matx decisiu front França, el segon en el darrer minut que donava la victòria i el passi al seu equip. A la cita nord-americana, la selecció búlgara va assolir les semifinals. Kostadinov va jugar set partits, però sense marcar.
També va formar part del combinat del seu país a l'Eurocopa d'Anglaterra de 1996 i al Mundial de França de 1998.